# Wilfried Pallhuber
Wilfried Pallhuber (ur. 4 sierpnia 1967 w Anterselvie) – włoski biathlonista, wielokrotny medalista mistrzostw świata.

## Kariera
W zawodach Pucharu Świata zadebiutował 7 stycznia 1985 roku w Oberhofie, zajmując 54. miejsce w biegu indywidualnym. Pierwsze pucharowe punkty zdobył 28 stycznia 1988 roku w Ruhpolding, kiedy zajął 24. miejsce w tej samej konkurencji. Na podium zawodów tego cyklu pierwszy raz stanął 21 marca 1992 roku w Nowosybirsku, wygrywając rywalizację w sprincie. W zawodach tych wyprzedził Austriaka Ludwiga Gredlera i Mikaela Löfgrena ze Szwecji. W kolejnych startach jeszcze sześć razy stanął na podium, odnosząc przy tym pięć zwycięstw: 4 marca 1993 roku w Lillehammer, 10 marca 1994 roku w Hinton, 19 stycznia 1995 roku w Oberhofie i 5 grudnia 1996 roku w Östersund wygrywał biegi indywidualne, a 1 lutego 1997 roku w Osrblie zwyciężył w sprincie. Najlepsze wyniki osiągnął w sezonie 1994/1995, kiedy zajął trzecie miejsce w klasyfikacji generalnej, za Norwegiem Jonem Åge Tyldumem i kolejnym Włochem, Patrickiem Favre. W tym samym sezonie był też drugi w klasyfikacji biegu indywidualnego.
Na mistrzostwach świata w Oslo/Mińsku/Kontiolahti w 1990 roku wspólnie z Pieralberto Carrarą, Johannem Passlerem i Andreasem Zingerle zdobył złoty medal w sztafecie. Był to pierwszy w historii złoty medal dla Włoch w tej konkurencji. Na rozgrywanych rok później mistrzostwach świata w Lahti razem z Hubertem Leitgebem, Gottliebem Taschlerem i Simonem Demetzem zwyciężył w biegu drużynowym. Także to zwycięstwo było pierwszym włoskim triumfem w historii. Kolejne zwycięstwo w sztafecie, startując z Passlerem, Carrarą i Zingerle, odniósł podczas mistrzostw świata w Borowcu w 1993 roku. Ponadto w 1994 roku reprezentacja Włoch w składzie: Carrara, Leitgeb, Zingerle i Pallhuber zwyciężyła w biegu drużynowym na mistrzostwach świata w Canmore.
Swój jedyny indywidualny medal wywalczył na mistrzostwach świata w Osrblie w 1997 roku. Zwyciężył tam w sprincie, wyprzedzając swego rodaka - René Cattarinussiego i Olega Ryżenkowa z Białorusi. Został tym samym pierwszym w historii włoskim mistrzem świata w tej konkurencji. Osiem dni później razem z Cattarinussim, Favre i Carrarą zajął na tej imprezie trzecie miejsce w sztafecie. Był też między innymi siódmy w sprincie podczas mistrzostw świata w Ruhpolding rok wcześniej.
W 1992 roku wystartował na igrzyskach olimpijskich w Albertville, gdzie w swoim jedynym starcie zajął 40. miejsce w biegu indywidualnym. Na rozgrywanych dwa lata później igrzyskach w Lillehammer zajął 20. w tej konkurencji i 24. miejsce w sprincie. Podczas igrzysk olimpijskich w Nagano w 1998 roku był między innymi czternasty w sprincie i dziewiąty w sztafecie. Na igrzyskach w Salt Lake City w 2002 roku we wszystkich startach plasował się poza czołową dziesiątką. Brał również udział w igrzyskach w Turynie w 2006 roku, gdzie najwyższe lokaty zajął w biegu indywidualnym i sztafecie, zajmując odpowiednio dziewiątą i ósmą pozycję.
Jego siostra Siegrid także została biathlonistką, a brat Hubert Pallhuber był kolarzem górskim.

## Osiągnięcia

### Igrzyska olimpijskie
| Rok  | Miejscowość    | Konkurencje | Konkurencje | Konkurencje | Konkurencje | Konkurencje | Konkurencje | Konkurencje |
| Rok  | Miejscowość    | IN          | SP          | PU          | MS          | RL          | MR          | SR          |
| ---- | -------------- | ----------- | ----------- | ----------- | ----------- | ----------- | ----------- | ----------- |
| 1992 | Albertville    | 40.         | –           | nd.         | nd.         | –           | nd.         | –           |
| 1994 | Lillehammer    | 20.         | 24.         | nd.         | nd.         | –           | nd.         | –           |
| 1998 | Nagano         | 41.         | 14.         | nd.         | nd.         | 9.          | nd.         | –           |
| 2002 | Salt Lake City | 50.         | 50.         | 33.         | nd.         | 16.         | nd.         | –           |
| 2006 | Turyn          | 9.          | 22.         | 17.         | 24.         | 8.          | nd.         | –           |

### Mistrzostwa świata
| Rok  | Miejscowość            | Konkurencje | Konkurencje | Konkurencje | Konkurencje | Konkurencje | Konkurencje | Konkurencje |
| Rok  | Miejscowość            | IN          | SP          | PU          | MS          | RL          | MR          | SR          |
| ---- | ---------------------- | ----------- | ----------- | ----------- | ----------- | ----------- | ----------- | ----------- |
| 1989 | Feistritz              | –           | 14.         | nd.         | nd.         | 4.          | nd.         | –           |
| 1990 | Oslo/Mińsk/Kontiolahti | 16.         | 24.         | nd.         | nd.         | 1.          | nd.         | –           |
| 1991 | Lahti                  | 47.         | 30.         | nd.         | nd.         | –           | nd.         | –           |
| 1993 | Borowec                | 48.         | –           | nd.         | nd.         | 1.          | nd.         | –           |
| 1994 | Canmore                | nd.         | nd.         | nd.         | nd.         | nd.         | nd.         | –           |
| 1995 | Anterselva             | 79.         | 46.         | nd.         | nd.         | 4.          | nd.         | –           |
| 1996 | Ruhpolding             | 41.         | 7.          | nd.         | nd.         | 10.         | nd.         | –           |
| 1997 | Osrblie                | 41.         | 1.          | 12.         | nd.         | 3.          | nd.         | –           |
| 1998 | Pokljuka/Hochfilzen    | nd.         | nd.         | 28.         | nd.         | nd.         | nd.         | –           |
| 1999 | Kontiolahti/Oslo       | 21.         | 33.         | 21.         | 12.         | 8.          | nd.         | –           |
| 2000 | Oslo/Lahti             | –           | 50.         | 51.         | –           | 5.          | nd.         | –           |
| 2001 | Pokljuka               | 31.         | 69.         | –           | –           | 10.         | nd.         | –           |
| 2003 | Chanty-Mansyjsk        | 78.         | 32.         | 19.         | –           | 18.         | nd.         | –           |
| 2004 | Oberhof                | 26.         | 25.         | 30.         | –           | 15.         | nd.         | –           |
| 2005 | Hochfilzen             | 10.         | 25.         | 13.         | 23.         | 9.          | nd.         | –           |
| 2005 | Chanty-Mansyjsk        | nd.         | nd.         | nd.         | nd.         | nd.         | 19.         | –           |
| 2006 | Pokljuka               | nd.         | nd.         | nd.         | nd.         | nd.         | 12.         | –           |
| 2007 | Anterselva             | 46.         | 24.         | 27.         | –           | 4.          | 6.          | –           |

### Puchar Świata

#### Miejsca w klasyfikacji generalnej
| Sezon     | Miejsce |
| --------- | ------- |
| 1984/1985 | -       |
| 1987/1988 | 43.     |
| 1988/1989 | 33.     |
| 1989/1990 | 26.     |
| 1990/1991 | 8.      |
| 1991/1992 | 9.      |
| 1992/1993 | 17.     |
| 1993/1994 | 5.      |
| 1994/1995 | 3.      |
| 1995/1996 | 34.     |
| 1996/1997 | 15.     |
| 1997/1998 | 23.     |
| 1998/1999 | 24.     |
| 1999/2000 | 54.     |
| 2000/2001 | 27.     |
| 2001/2002 | 67.     |
| 2002/2003 | 31.     |
| 2003/2004 | 43.     |
| 2004/2005 | 43.     |
| 2005/2006 | 46.     |
| 2006/2007 | 47.     |

#### Miejsca na podium w zawodach chronologicznie
| Lp. | Dzień       | Rok  | Miejscowość | Konkurencja                | Lokata | Pudła   | Czas biegu | Strata | Zwycięzca      |
| --- | ----------- | ---- | ----------- | -------------------------- | ------ | ------- | ---------- | ------ | -------------- |
| 1.  | 21 marca    | 1992 | Nowosybirsk | Sprint na 10 km            | 1.     | 0+0     | 28:10,5    | –      | –              |
| 2.  | 4 marca     | 1993 | Lillehammer | Bieg indywidualny na 20 km | 1.     | 0+1+0+0 | 55:08,6    | –      | –              |
| 3.  | 10 marca    | 1994 | Hinton      | Bieg indywidualny na 20 km | 1.     | 0+0+0+0 | 56:07,6    | –      | –              |
| 4.  | 19 stycznia | 1995 | Oberhof     | Bieg indywidualny na 20 km | 1.     | 0+0+0+1 | 58:55,4    | –      | –              |
| 5.  | 9 marca     | 1995 | Lahti       | Bieg indywidualny na 20 km | 3.     | 1+0+0+0 | 1:07:08,8  | +32,5  | Ludwig Gredler |
| 6.  | 5 grudnia   | 1996 | Östersund   | Bieg indywidualny na 20 km | 1.     | 1+1+0+0 | 50:46,7    | –      | –              |
| 7.  | 1 lutego    | 1997 | Osrblie     | Sprint na 10 km            | 1.     | 0+0     | 26:24,4    | –      | –              |